# 迪凯国际中心
迪凯国际中心是位于杭州市钱江新城的高层写字楼。

## 简介
位于丹桂路和四季路交叉处，2006年8月开工，2009年12月完工。
占地面积9256平方米，总建筑面积8万平方米（商务5万多，商业1万多），主楼40层高165米，设8台电梯。
4层裙楼配备银行、餐饮、品牌专卖店、精品屋、娱乐、健身等商务休闲设施。地下室2层有400多个汽车泊位。